# Camakasar
Camakasar – wieś w Armenii, w prowincji Aragacotn. W 2011 roku liczyła 430 mieszkańców.